# Напалков, Николай Павлович
Николай Павлович Напалков (28 июля 1932 года, Ленинград — 22 марта 2008) — советский и российский онколог.
Академик РАМН, АМН СССР (1986; членкор с 1975), доктор медицинских наук, профессор.
Директор НИИ онкологии имени Н. Н. Петрова (1974—1989), впоследствии почётный (с 1998). Избирался народным депутатом СССР. Лауреат Государственной премии.

## Биография
Сын хирурга профессора П. Н. Напалкова (1900—1988), заслуженного деятеля науки РСФСР, много лет заведовавшего кафедрой в Ленинградском санитарно-гигиеническом медицинском институте; внук хирурга профессора Н. И. Напалкова (1868—1938).
Окончив с отличием Ленинградский санитарно-гигиенический медицинский институт (1956), поступил в аспирантуру при НИИ онкологии АМН СССР. С 1963 года (по 1987) руководитель основанной Н. Н. Петровым лаборатории экспериментальных опухолей, с 1965 по 1971 год заместитель директора по научной работе и в 1974—1989 годах директор НИИ онкологии имени Н. Н. Петрова, одновременно в последние указанные годы возглавлял Всесоюзное научное общество онкологов. В 1971—1974 гг. возглавлял отдел онкологии, в 1989—1998 годах — помощник Генерального директора Всемирной организации здравоохранения.
Защитил кандидатскую и докторскую диссертации, стал профессором онкологии. Член КПСС, делегат XXV съезда КПСС. Эксперт ВОЗ, консультант МАИР.
В 1989-1991 годах избран народным депутатом СССР от Всесоюзного общества «Знание» и членом Комитета Верховного Совета СССР по охране здоровья народа.

Являлся главным редактором журнала «Вопросы онкологии» (с 1974), в качестве преемника академика А. И. Сереброва.
Награжден орденами Трудового Красного Знамени (1981) и Дружбы народов (1986). Почётный член научного общества онкологов Болгарской Народной Республики.
Автор более 250 работ, трех монографий, редактор и соавтор «Руководства по общей онкологии».
Среди известных учеников — членкор РАН В. Н. Анисимов, преемник Напалкова в должности руководителя лаборатории экспериментальных опухолей.
В феврале 2023 года имя было присвоено Санкт-Петербургскому центру специализированных видов медицинской помощи (онкологический), в здании открыта памятная доска.